# K de l'Escorpió
|  | No s'ha de confondre amb Kappa Scorpii. |

k de l'Escorpió (k Scorpii) és una estrella de magnitud aparent +4,87 enquadrada dins de la constel·lació de l'Escorpió. La distància a la qual s'hi troba és incerta; la mesura de la paral·laxi realitzada pel satèl·lit Hipparcos -el grau d'error és de l'ordre de la pròpia mesura- situa k de l'Escorpió a una distància superior a 2.600 anys llum.
k de l'Escorpió és una supergegant blava de tipus espectral B1Iae amb una elevada temperatura efectiva de 22.200 K. Com correspon a la seva classe, és un estel enormement lluminós, ja que radia 300.000 vegades més energia que el Sol. També té una mida considerable; el seu radi és 36 vegades més gran que el de el Sol i gira sobre si mateixa amb una velocitat de rotació projectada de 47 km/s. És una estrella molt massiva, la seva massa és aproximadament 28 vegades més gran que la massa solar, per la qual cosa finalitzarà la seva curta vida explotant en forma de supernova. Igual que altres estrelles anàlogues, perd massa estel·lar, a un ritme de 0,95 × 10 -6 masses solars per any. En la seva superfície es troba material processat en el cicle CNO, el que es manifesta en una relació nitrogen/carboni 10 vegades superior a la del Sol, així com en la relació nitrogen/oxigen, 6 vegades més gran.
k de l'Escorpió és una variable Alfa Cygni -semblant a Deneb (α Cygni) - la lluentor oscil·la 0,063 magnituds al llarg d'un període de 1,593 dies. Rep la denominació, quant a estel variable, de V1073 Scorpii.
Aquesta estrella no ha de ser confosa amb Kappa de l'Escorpió, també coneguda com a Girtab.